# 背叉觸角䲁
背叉觸角䲁（學名：Antennablennius bifilum），為輻鰭魚綱鳚形目䲁科觸角䲁屬的一種，分布於西印度洋莫三比克至南非、馬達加斯加、葛摩海域，深度18至37公尺，本魚體長橢圓形，稍側扁，頭鈍短，頭部有觸鬚，上頜齒可自由活動，白色條紋僅限於前腹側，而白色斑點在身體前部，有白色窄條紋，頭側有三條黑條，背鰭硬棘7枚、背鰭軟條17-19枚、臀鰭硬棘2枚、臀鰭軟條17-20枚，體長可達7.5公分，棲息在沿海岩岸淺水域，通常躲在洞穴，以藻類為食，雌魚產附著性卵，雄魚有護卵行為。